# Badberg (Lengdorf)
Badberg ist ein Gemeindeteil der Gemeinde Lengdorf im Landkreis Erding in Oberbayern.

## Geografie

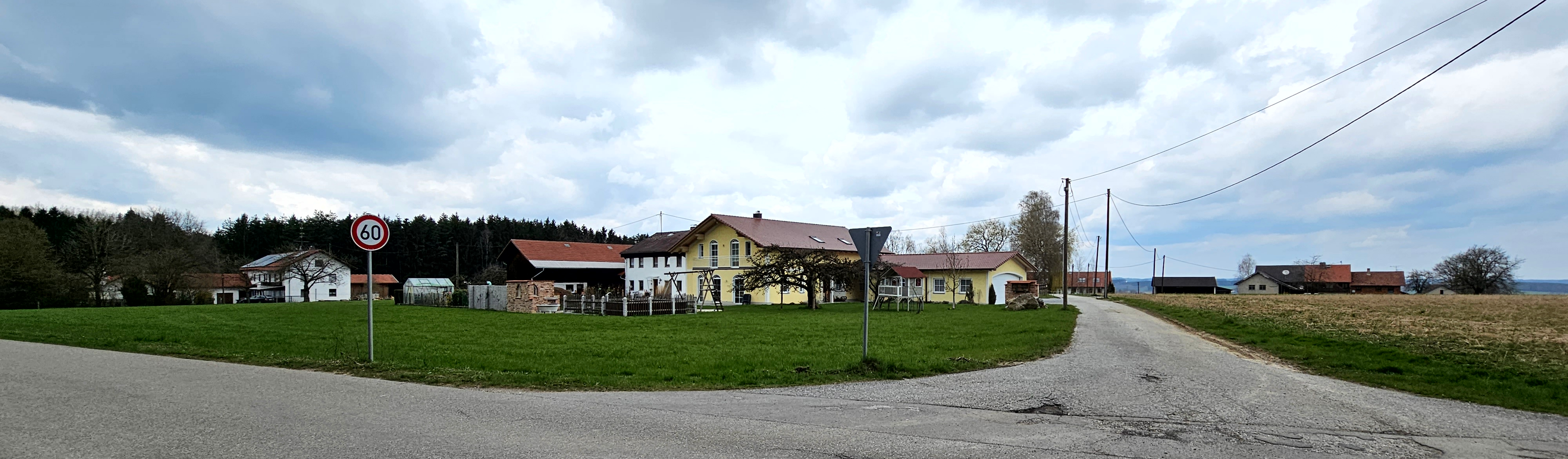
Badberg von Südosten

Der Weiler liegt vier Kilometer südöstlich von Lengdorf.

## Bodendenkmäler
100 Meter südwestlich befindet sich der abgegangene Turmhügel Badberg, unmittelbar nördlich liegt der Burgstall Alte Schanze und 420 m südwestlich liegt der Burgstall Badberg.

## Verkehr
Die Bundesautobahn 94 verläuft in 400 Meter Entfernung nördlich.